# Bukit Tinggi (Pegagan Hilir)
Bukit Tinggi is een bestuurslaag in het regentschap Dairi van de provincie Noord-Sumatra, Indonesië. Bukit Tinggi telt 1341 inwoners (volkstelling 2010).